# Паркулина
Паркулина (укр. Паркулина) — село в Путильской поселковой общине Вижницкого района Черновицкой области Украины.
До 2020 года входило в Путильский район
Население по переписи 2001 года составляло 716 человек. Почтовый индекс — 59108. Телефонный код — 3738. Код КОАТУУ — 7323555101.